# Louis Harold Gray
Louis Harold Gray (Londra, 10 novembre 1905 – 9 luglio 1965) è stato un fisico britannico che lavorò principalmente sugli effetti delle radiazioni sugli organismi, sviluppandone la radiobiologia. Definì inoltre l'unità di misura della dose assorbita di radiazione utilizzata dal Sistema Internazionale, in seguito battezzata col suo nome, il gray.